# محمدشاه دوم (سلجوقیان کرمان)
محمدشاه بن بهرام‌شاه، آخرین حاکم قاوردی کرمان و پسر ‌بهرام‌شاه بود که بعد از مرگ عموی خود در سال ۵۷۹ هجری به قدرت رسید. وی میراث‌دار جنگ‌های داخلی شده بود که سبب آشفتگی اجتماعی و قحطی شده بود. در این زمان حملات غزها
به رهبری ملک دینار شدت گرفت و سرانجام در سال ۵۸۰ هجری کرمان سقوط کرد و حکومت آل‌قاورد برافتاد. محمدشاه دوم نیز بعد از فرار سرانجام در سال ۵۸۳ هجری در غزنین درگذشت.